# Пухова
Пухова (укр. Пухова) — село в Александрийской сельской общине Ровненского района Ровненской области Украины.
Население по переписи 2001 года составляло 218 человек. Почтовый индекс — 35320. Телефонный код — 362. Код КОАТУУ — 5624680407.